# Norman Cantor
Norman F. Cantor (* 19. November 1929 in Winnipeg, Manitoba; † 18. September 2004 in Miami, Florida) war ein kanadisch-US-amerikanischer Historiker mit Schwerpunkt auf dem Mittelalter. Vor allem im angelsächsischen Sprachraum ist er bekannt durch sein Standardlehrbuch über das Mittelalter The Civilisation of the Middle Ages (1963). Eine stark überarbeiteten Neuauflage erschien 1994 und enthält neuere Forschungsergebnisse insbesondere zu Themen, die gerade aus zeitgenössischer Sichtweise interessieren, wie etwa die Rolle der Frau in der mittelalterlichen Gesellschaft und Geschichte.
Cantor studierte Geschichtswissenschaft an der Universität Manitoba in Kanada und erhielt dort seinen B.A. im Jahr 1952. Noch im selben Jahr ging er in die USA und erhielt 1953 von der Princeton University seinen M.A. Er war ein Jahr lang Rhodes-Stipendiat an der britischen University of Oxford. Von der Princeton University erhielt er schließlich 1957 seinen Ph. D. und begann dort seine Lehrtätigkeit.
1960 wurde er Professor an der Columbia University und blieb dort bis 1966. Er lehrte an der Brandeis University bis 1970, an der Binghamton University bis 1976. An der University of Illinois at Chicago wurde er Vice chancellor for Academic Affairs. Von 1978 bis 1981 war er Dean of the faculty of the College of Arts and Science an der New York University. Dort beendete er 1999 seine Karriere als Professor Emeritus der Geschichte, Soziologie und vergleichender Literatur. Zwischenzeitlich war er Fulbright Professor an der Universität von Tel Aviv von 1987 bis 1988.
Cantor starb am 18. September 2004 in seiner Wohnung in Miami an Herzversagen. Er hinterließ seine 1957 geheiratete Frau Mindi (geborene Mozart), seine Tochter Jude und seinen Sohn Howard.

## Werke (Auswahl)
- The Medieval World 300–1300. New York 1963
- Perspectives on the European Past. New York, London 1971
- The Civilization of the Middle Ages. New York 1993. Überarbeitete und erweiterte Ausgabe von Medieval History: the Life and Death of a Civilization. (1963). Die Neuausgabe enthält neuere Forschungsergebnisse, insbesondere zu Themen, die aus heutiger Perspektive interessieren, beispielsweise die Rolle der Frau in der mittelalterlichen Gesellschaft.
- How to Study History. (Zusammen mit Richard I. Schneider), 1967. Ein Lehrbuch, das grundlegende Methoden und Prinzipien der Geschichtswissenschaft erarbeitet, einschließlich des Umgangs mit Primär- und Sekundärquellen.
- Medieval Society, 400–1450. 1967
- The English: a history of politics and society to 1760. New York 1967
- Western Civilization: Its Genesis and Destiny. Ausgabe in zwei Bänden, 1969
- The Meaning of the Middle Ages: a Sociological and Cultural History. Boston 1973
- Twentieth-Century Culture: Modernism to Deconstruction. New York 1988
- Inventing the Middle Ages: The Lives, Works and Ideas of the Great Medievalists of the Twentieth Century. New York 1991. In dieser Historiografie des Mittelalters, erzählt Cantor über das Leben und Werk von zwanzig Mittelalter-Historikern, darunter C. S. Lewis and J. R. R. Tolkien und weiteren B9egründern der Geschichtsauffassung des 20. Jahrhunderts. „Any bright American college sophomore who today takes a good survey course on medieval history has a better understanding of the components of the medieval world than anyone who wrote before 1895“, so Cantor.
- Medieval Lives: Eight Charismatic Men and Women of the Middle Ages. Scranton, Pennsylvania 1994
- In the Wake of the Plague: The Black Death and the World It Made. New York 2001
- The Last Knight: The Twilight of the Middle Ages and the Birth of the Modern Era. New York 2004, ein Buch über John of Gaunt, 1. Duke of Lancaster
- Alexander the Great: Journey to the End of the Earth, zusammen mit Dee Ranieri, postum 2005